# موتورولا SLVR

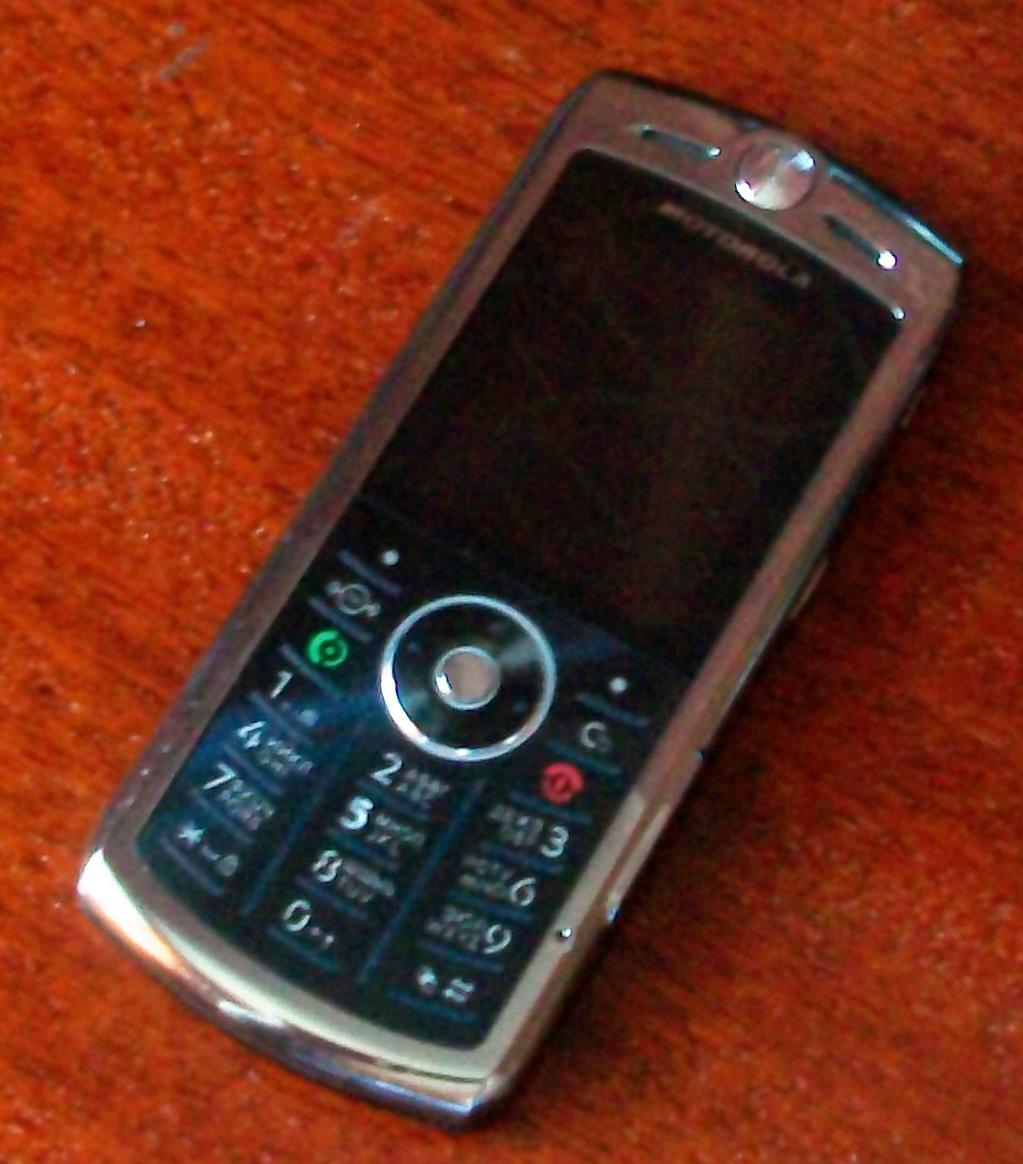
هاتف موتورولا SLVR L9

موتورولا SLVR هي سلسلة من الهواتف النقالة من موتورولا، وهي واحدة من سلسلة خط 4LTR.وهي مصممة لتكون رقيقة جدا وخفيفة الوزن.

## اصدرات السلسلة
- ال 2
- ال 6
- ال 7
- L9/L72

## الانتقادات
من أول الانتقادات هي ان تصميم السلسلة سيئة وضعف في البطارية ولا يدعم تطبيقات الجدية

## مصدر
- المقالة الإنجليزية